# Tišina (přírodní rezervace)
Tišina je přírodní rezervace u státní hranice asi pět kilometrů severozápadně od vsi Žďár v okrese Tachov. Území spravuje AOPK, Správa CHKO Český les. Důvodem ochrany je podhorská acidofilní bučina.